# Geir Haarde
Geir Hilmar Haarde (født 8. april 1951 i Reykjavik) er islandsk politiker og forhenværende statsminister i Island. Han er leder af det konservative partiet Sjálfstæðisflokkurinn siden 2005.
Han tiltrådte som statsminister i juni 2006, da han efterfulgte Halldór Ásgrímsson på posten. Hans regering gik i opløsning den 26. januar 2009 og 1. februar overtog hans efterfølger, Jóhanna Sigurðardóttir, embedet som statsminister.
Haarde var finansminister 1998-2005 og udenrigsminister 2005-2006.